# 云南教育出版社
云南教育出版社是中国大陆的一家大型教育出版社，现隶属于云南出版集团公司。ISBN代号为978-7-5415。
该社虽属于教育出版社，但实际上其它图书领域亦多有涉足。其中在漫画行业最为人所知，旗下漫画杂志《漫画派对》是大陆销量最大的少年漫画杂志之一，该杂志连载的校园漫画《阿衰on line》系大陆最畅销的原创漫画。另外由于该社地处少数民族众多的云南，亦多有编纂有关少数民族文化书籍。
该社负责1990年启动的国家级重点古籍整理项目《中华大典》中《中华大典·哲学典》（已于2007年底正式出版）和《中华大典·生物学典》两个子项目的编辑出版任务。

## 出版期刊
- 《漫画派对》
- 《生态经济》
- 《人与自然》
- 《纳税》